# EMME/ MOMO

Mediterráneo Oriental y Medio Oriente (EMME/ MOMO)

EMME (MOMO) es un acrónimo en inglés de una agrupación oficial de 18 naciones situadas en y alrededor del Mediterráneo Oriental y Medio Oriente. Como identificador geográfico y regional, EMME se usa a menudo en entornos académicos, planificación militar, socorro en casos de desastre, medios de comunicación y redacción comercial. Además, la región diversa comparte una serie de similitudes culturales, económicas y ambientales.

## Naciones oficiales del Mediterráneo Oriental y Oriente Medio (EMME)
EMME se extiende por tres continentes: África, Asia y Europa. Estos países incluyen:
1. Baréin
2. Chipre
3. Egipto
4. Grecia
5. Irán
6. Irak
7. Israel
8. Jordán
9. Kuwait
10. Líbano
11. Omán
12. Palestina
13. Katar
14. Arabia Saudita
15. Siria
16. Pavo
17. Emiratos Árabes Unidos
18. Yemen

## Culturas cruzadas, variantes y datos demográficos no oficiales de EMME.
Algunos términos no oficiales tienen una definición y un uso más amplios que EMME, incluidas las comunidades que se identifican como árabes, de Oriente Medio, de Asia occidental, del norte de África, levantinas, judías, helénicas y de otros orígenes del Mediterráneo oriental. Estos incluyen, y no se limitan a:
- EMMENA ( Mediterráneo Oriental, Medio Oriente y África del Norte )
- MEEMNA ( Oriente Medio, Mediterráneo Oriental y África del Norte )
- METNAH ( Oriente Medio, Turquía, África del Norte y Grecia )
- MENAA ( Oriente Medio, África del Norte y Egeo )
- MENA(+)[2] ( Oriente Medio, África del Norte, +)[3] De acuerdo con la "Revisión de estándares para mantener, recopilar y presentar datos federales sobre raza y origen étnico" de la Casa Blanca de EE. UU.[4] , varias de las personas debate con lo que debería incluirse en la definición como MENA. El debate establece que la Liga de los Estados Árabes, turcos, persas, iraníes, judíos, israelíes, afganos, azerbaiyanos, etíopes, portugueses, georgianos, griegos, italianos, somalíes, españoles, sudaneses; Se debe permitir que los asirios, caldeos, coptos y armenios se autoidentifiquen como MENA. Además, este informe establece que la clasificación de MENA del Banco Mundial debe usarse para definir esta población diversa pero conectada.

## EMME Cambio Climático Rápido "Punto Caliente"
La revista académica EOS informa que EMME "se enfrenta a un cambio climático rápido " y que "los estudios de observación y modelado identifican el Mediterráneo oriental y Oriente Medio como un punto crítico destacado del cambio climático asociado con extremos climáticos que tienen un gran impacto en la sociedad".
Según la Comisión Económica para Europa de las Naciones Unidas y CORDIS EU Research de la Comisión Europea, la Iniciativa sobre Cambio Climático del Mediterráneo Oriental y Oriente Medio ( EMME ), lanzada por el presidente de Chipre, tiene como objetivo unir a estos países. cooperar en una respuesta regional concertada para hacer frente a la crisis climática, en línea con los objetivos del Acuerdo de París.
Esta iniciativa establece que “450 millones de habitantes de los dieciocho países que componen la región EMME están en riesgo de un aumento de 5 °C en la temperatura media anual para fines de siglo, bajo un escenario de “negocios como siempre”. Esto conducirá a una catástrofe de una escala sin precedentes, que provocará el colapso social y la migración masiva, a menos que se tomen medidas inmediatas de mitigación y adaptación a través de una fuerte cooperación regional".